# 阿尔蒂亚克
阿尔蒂亚克（法語：Altillac，法語發音：[altijak]）是法国科雷兹省的一个市镇，属于蒂勒区。

## 地理
阿尔蒂亚克（44°58'37"N, 1°50'46"E）面积25.23 平方千米，位于法国新阿基坦大区科雷兹省，该省份为法国中南部省份，北起上维埃纳省和克勒兹省，西接多爾多涅省，南至洛特省，东临多姆山省和康塔爾省。
与阿尔蒂亚克接壤的市镇（或旧市镇、城区）包括：阿斯塔亚克、下巴西尼亚克、梅克尔、雷加德、卡于斯、塞尔河畔加尼亚克、多尔多涅河畔博略。

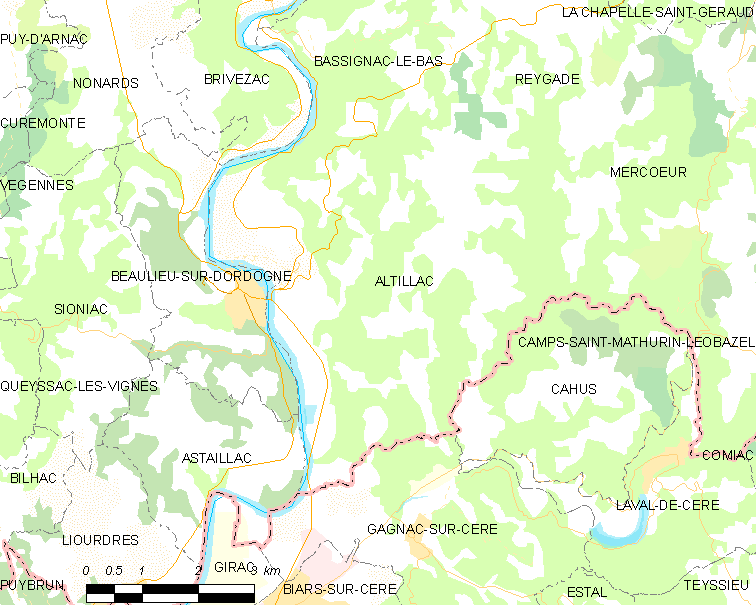
阿尔蒂亚克的OSM定位图

阿尔蒂亚克的时区为UTC+01:00、UTC+02:00（夏令时）。

## 行政
阿尔蒂亚克的邮政编码为19120，INSEE市镇编码为19007。

## 政治
阿尔蒂亚克所属的省级选区为多尔多涅河畔阿让塔县。

## 人口

1962-2008年间阿尔蒂亚克人口变化图示

阿尔蒂亚克于2022年1月1日时的人口数量为827人。